# Vergt
Vergt település Franciaországban, Dordogne megyében. Lakosainak száma 1750 fő (2022. január 1.). Vergt Chalagnac, Saint-Amand-de-Vergt, Saint-Mayme-de-Péreyrol, Grun-Bordas, Creyssensac-et-Pissot, Église-Neuve-de-Vergt, Sanilhac, Salon és Saint-Michel-de-Villadeix községekkel határos.

## Népesség
A település népessége az elmúlt években az alábbi módon változott:
| Lakosok száma | 1224 | 1419 | 1422 | 1698 | 1625 | 1650 | 1672 | 1693 | 1712 | 1750 |
|               | 1968 | 1982 | 1990 | 2006 | 2013 | 2015 | 2017 | 2019 | 2020 | 2022 |